# Klugerella petasus
Klugerella petasus is een mosdiertjessoort uit de familie van de Cribrilinidae. De wetenschappelijke naam van de soort is, als Membraniporella petasus, voor het eerst geldig gepubliceerd in 1928 door Ferdinand Canu en Ray Smith Bassler.